# Gerard Joling/Diskografie
Diese Diskografie ist eine Übersicht über die musikalischen Werke des niederländischen Popsängers Gerard Joling. Den Schallplattenauszeichnungen zufolge hat er bisher mehr als 575.000 Tonträger verkauft.

## Alben

### Studioalben
| Jahr | Titel Musiklabel                            | Höchstplatzierung, Gesamtwochen, AuszeichnungChartplatzierungen (Jahr, Titel, Musiklabel, Platzierungen, Wochen, Auszeichnungen, Anmerkungen) | Höchstplatzierung, Gesamtwochen, AuszeichnungChartplatzierungen (Jahr, Titel, Musiklabel, Platzierungen, Wochen, Auszeichnungen, Anmerkungen) | Anmerkungen                            |
| Jahr | Titel Musiklabel                            | DE | NL | Anmerkungen                            |
| ---- | ------------------------------------------- | --- | --- | -------------------------------------- |
| 1985 | Love Is in Your Eyes WEA Records            | — | NL1 Gold · (30 Wo.)NL |                                        |
| 1986 | Sea of Love WEA Records                     | — | NL5 (11 Wo.)NL |                                        |
| 1987 | Heart to Heart Mercury Records              | — | NL32 (17 Wo.)NL |                                        |
| 1989 | No More Boleros Mercury Records             | DE39 (15 Wo.)DE | NL1 Platin · (25 Wo.)NL |                                        |
| 1990 | Corazón Mercury Records                     | — | NL28 (8 Wo.)NL |                                        |
| 1990 | Let This Night Last Forever Mercury Records | — | — |                                        |
| 1990 | Kinder zingen voor dieren Mercury Records   | — | — | als Honden Konden Praten               |
| 1991 | Memory Lane Mercury Records                 | — | NL22 (11 Wo.)NL |                                        |
| 1991 | Spanish Heart FM Records                    | — | — |                                        |
| 1992 | Eye to Eye Mercury Records                  | — | NL34 (6 Wo.)NL |                                        |
| 1994 | Eternal Love Bunny Music                    | — | NL33 (12 Wo.)NL |                                        |
| 1995 | Heel even anders Bunny Music                | — | NL33 (6 Wo.)NL | Erstveröffentlichung: 20. Oktober 1995 |
| 1997 | A Magic Christmas Bunny Music               | — | — |                                        |
| 1997 | Nightlife Bunny Music                       | — | NL76 (3 Wo.)NL | Erstveröffentlichung: Oktober 1997     |
| 2004 | Nostalgia High Fashion Records              | — | NL71 (1 Wo.)NL |                                        |
| 2005 | Where the Boys Aren                         | — | — |                                        |
| 2005 | Love Can Change Your Life NRGY Music        | — | — |                                        |
| 2007 | Maak me gek NRGY Music                      | — | NL1 Platin · (26 Wo.)NL | Erstveröffentlichung: 3. August 2007   |
| 2008 | Bloedheet NRGY Music                        | — | NL5 Gold · (30 Wo.)NL | Erstveröffentlichung: 27. Juni 2008    |
| 2011 | Gewoon Gerard NRGY Music                    | — | NL4 Gold · (17 Wo.)NL | Erstveröffentlichung: 22. April 2011   |
| 2013 | Ik ook van jou NRGY Music                   | — | NL1 (17 Wo.)NL | Erstveröffentlichung: 26. April 2013   |
| 2014 | Christmas, The Birth Of Love NRGY Music     | — | NL11 Gold · (3 Wo.)NL | Erstveröffentlichung: 11. Oktober 2014 |

### Kompilationen
| Jahr | Titel Musiklabel                             | Höchstplatzierung, Gesamtwochen, AuszeichnungChartsChartplatzierungen (Jahr, Titel, Musiklabel, Platzierungen, Wochen, Auszeichnungen, Anmerkungen) | Anmerkungen |
| Jahr | Titel Musiklabel                             | NL | Anmerkungen |
| ---- | -------------------------------------------- | --- | ----------- |
| 1995 | 1985–1995: The Collection Mercury Records    | NL38 (12 Wo.)NL |             |
| 2010 | Goud – 25 Jaar Gerard Joling Universal Music | NL2 Gold · (21 Wo.)NL | 3CD         |

Weitere Kompilationen
- 1988: The Best Of
- 1991: Spanish Heart
- 1991: Greatest Hits (Vereinigte Staaten)
- 1991: The Very Best Of
- 1995: The Collection
- 1999: No More Boleros
- 2001: Greatest Hits – Korea
- 2001: Only the Strong Songs Survive
- 2002: Zing met me mee
- 2005: Het mooist van
- 2005: Where the Boys Are – Greatest Hits (Korea)

## Singles
| Jahr | Titel Album                                   | Höchstplatzierung, Gesamtwochen, AuszeichnungChartplatzierungen (Jahr, Titel, Album, Platzierungen, Wochen, Auszeichnungen, Anmerkungen) | Höchstplatzierung, Gesamtwochen, AuszeichnungChartplatzierungen (Jahr, Titel, Album, Platzierungen, Wochen, Auszeichnungen, Anmerkungen) | Anmerkungen                                             |
| Jahr | Titel Album                                   | DE | NL | Anmerkungen                                             |
| ---- | --------------------------------------------- | --- | --- | ------------------------------------------------------- |
| 1985 | Ticket to the Tropics Love Is in Your Eyes    | — | NL1 (14 Wo.)NL |                                                         |
| 1985 | Love Is in Your Eyes Me Love Is in Your Eyes  | — | NL4 (11 Wo.)NL |                                                         |
| 1986 | Spanish Heart (Extended Mix) Sea of Love      | — | NL28 (5 Wo.)NL |                                                         |
| 1986 | Reach Sea of Love                             | — | NL8 (8 Wo.)NL |                                                         |
| 1987 | Midnight to Midnight Heart to Heart           | — | NL32 (3 Wo.)NL |                                                         |
| 1987 | Read My Lips –                                | — | NL35 (4 Wo.)NL |                                                         |
| 1988 | Shangri-La No More Boleros                    | — | NL20 (6 Wo.)NL | Erstveröffentlichung: 15. April 1988                    |
| 1989 | Stay in My Life No More Boleros               | — | NL23 (4 Wo.)NL |                                                         |
| 1989 | No More Bolero’s                              | DE5 (28 Wo.)DE | NL1 Platin · (13 Wo.)NL |                                                         |
| 1990 | Corazón                                       | — | NL17 (7 Wo.)NL | Erstveröffentlichung: 24. August 1990                   |
| 1991 | Tu Solo Tu Memory Lane                        | — | NL16 (6 Wo.)NL | mit Tatjana Simic                                       |
| 1992 | Can’t Take My Eyes Off You Eye to Eye         | — | NL5 (9 Wo.)NL |                                                         |
| 1994 | Liefde op het eerste gezicht Heel even anders | — | NL25 (7 Wo.)NL |                                                         |
| 2002 | At Your Service –                             | — | NL23 (2 Wo.)NL | mit Jan Rietman                                         |
| 2003 | The Lion Sleeps Tonight –                     | — | NL29 (2 Wo.)NL | The Cooldown Café feat. Gerard Joling                   |
| 2007 | Maak me gek                                   | — | NL2 (16 Wo.)NL | Erstveröffentlichung: 12. Januar 2007                   |
| 2007 | Blijf bij mij Maak me gek                     | — | NL1 Platin · (23 Wo.)NL | Erstveröffentlichung: 14. Mai 2007 mit André Hazes      |
| 2007 | Maar Vanavond Maak me gek                     | — | NL11 (7 Wo.)NL | Erstveröffentlichung: 12. September 2007                |
| 2008 | 24 uur verliefd Bloedheet                     | — | NL12 (8 Wo.)NL | Erstveröffentlichung: 16. April 2008                    |
| 2008 | Het geheim/Ik kan niet wachten –              | — | NL35 (2 Wo.)NL |                                                         |
| 2008 | Het is nog niet voorbij –                     | — | NL10 (7 Wo.)NL | Erstveröffentlichung: 2. Juli 2008                      |
| 2008 | Ik hou d’r zo van Bloedheet                   | — | NL7 (8 Wo.)NL | Erstveröffentlichung: 3. September 2008                 |
| 2008 | Laat me alleen Bloedheet                      | — | NL19 (6 Wo.)NL | Erstveröffentlichung: 16. November 2008 mit Rita Hovink |
| 2009 | Engel van mijn hart –                         | — | NL31 (4 Wo.)NL | Erstveröffentlichung: 4. September 2009                 |
| 2010 | Ik leef mijn Droom –                          | — | NL20 Gold · (7 Wo.)NL | Erstveröffentlichung: 19. März 2010                     |
| 2012 | Echte Vrienden Unplugged                      | — | NL10 Platin · (8 Wo.)NL | Erstveröffentlichung: 1. Juni 2012                      |
| 2013 | De nacht voorbij Ik ook van jou               | — | NL27 Gold · (3 Wo.)NL | Erstveröffentlichung: 18. Januar 2013                   |
| 2013 | Mijn Liefde –                                 | — | NL29 Platin · (3 Wo.)NL |                                                         |
| 2014 | Rio –                                         | — | NL1 Platin · (8 Wo.)NL | Erstveröffentlichung: 9. Mai 2014                       |

Weitere Singles
| - 1981: Fridaynight-Party/Dead End Kids (mit Kids & Cats) - 1981: Windsurfers Do It Standing Up - 1983: At the Jungel Club (mit Satellite) - 1983: In the Year 2000 (mit Satellite) - 1985: Love is in Your Eyes - 1985: Reach Out and Touch (Maxi-LP von Hendrikus Josephus Huisman mit Georgie Davis und Glenda Peters) - 1986: Kleding hier, kleding daar - 1986: Everybody Needs a Little Rain/She’s a Party - 1987: S.O.S. Mozambique (mit Dutch Artists Sing for Mozambique) - 1987: Let This Night Last Forever - 1987: Chain of Love - 1987: In This World - 1990: Let This Night Last Forever - 1990: Seasons (feat. Julian Hartman) - 1991: The Drums Are Everywhere - 1991: A Prayer (Christmas in the Fifties) (feat. The Jordanaires) - 1991: Doo-Wop Days - 1992: Fandango (In the Name of Love) - 1992: Come Back My Love - 1993: The Last Goodbye - 1993: Under the Rose - 1994: Everlasting Love - 1995: When I Need You | - 1995: Doe't Licht Uit (En Ga Maar Slapen) / Is Alles Voorbij - 1996: Heel even (feat. Shirley Zwerus) - 1996: Spanish Heart (Special Edition) - 1996: Please Come Home for Christmas - 1997: Broadway Nights - 1997: Hij gaat voor C! (mit BN’ers voor BNN) - 1997: Without Your Love - 1998: Cry Baby - 1999: Als ik met je vrij - 2000: Numero uno - 2000: Disco Inferno - 2001: Never Gonny Be the Same - 2002: At Your Service - 2002: Op zoek naar de Waarheid - 2003: Don’t Leave Me That Way - 2005: Love Can Change Your Life (feat. Karin Bloemen) - 2005: Somewhere Over the Rainbow - 2005: Als je alles hebt gehad (zusammen mit Gordon) - 2010: Morgen wordt alles anders (feat. Bonnie) - 2010: Alweer een goal - 2011: Hou je morgen nog steeds van mij - 2011: Er hant liefde in de lucht - 2012: Dan voel je me better |

## Videoalben
- 1995: Voor alle fans
- 2005: Over de vloer seizoen 1 (mit Gordon)
- 2006: Sterren dansen op het ijs
- 2006: Over de vloer seizoen 2 (mit Gordon)
- 2007: Pittige Tijeden
- 2007: Over de vloer seizoen 3 (mit Gordon)
- 2007: Stout & Nieuw 2007
- 2009: Stout & Nieuw 2009
- 2013: Lekker in de Ziggo Dome (NL: Gold)

## Statistik

### Chartauswertung
|                     | DE    | NL     |
| ------------------- | ----- | ------ |
| Nummer-eins-Alben   | DE—DE | NL4NL  |
| Top-10-Alben        | DE—DE | NL8NL  |
| Alben in den Charts | DE1DE | NL18NL |

|                       | DE    | NL     |
| --------------------- | ----- | ------ |
| Nummer-eins-Singles   | DE—DE | NL4NL  |
| Top-10-Singles        | DE1DE | NL10NL |
| Singles in den Charts | DE1DE | NL29NL |

### Auszeichnungen für Musikverkäufe
Anmerkung: Auszeichnungen in Ländern aus den Charttabellen bzw. Chartboxen sind in ebendiesen zu finden.
| Land/RegionAuszeichnungen für Musikverkäufe (Land/Region, Auszeichnungen, Verkäufe, Quellen) | Gold     | Platin     | Verkäufe | Quellen |
| -------------------------------------------------------------------------------------------- | -------- | ---------- | -------- | ------- |
| Niederlande (NVPI)                                                                           | 8× Gold8 | 7× Platin7 | 575.000  | nvpi.nl |
| Insgesamt                                                                                    | 8× Gold8 | 7× Platin7 |          |         |